# Elfving
Elfving med stavningsvarianterna Elving och Elwing är ett svenskt namn, som kan vara både efternamn och förnamn. Som förnamn är det ett mansnamn. 
Den 31 december 2021 var följande antal personer folkbokförda i Sverige med stavningsvarianterna:
- Elfving: efternamn 1390, förnamn 14
- Elving efternamn 176 förnamn 614, tilltalsman (första förnamn) 99
- Elwing efternamn 112 förnamn 14

Totalt hade 1578 personer någon av varianterna som efternamn och 642 män hade någon av varianterna som förnamn.
Enligt finländsk folkbokföring var 300 personer med efternamnet Elfving bosatta i Finland 14 mars 2022.

## Personer med efternamnet
- Anders Elfving (1745–1772), präst och väckelsepredikant
- Betty Elfving (1837–1923), finländsk författare av historiska romaner
- Britt Elfving (född 1947), konståkare, docent i fysioterapi
- Bror Elwing (1903–1975), företagsledare
- Camilla Elfving (född 1971), författare och spiritistiskt medium
- Carl-Axel Elfving (1920–1988), skådespelare
- Carl M. Elwing (1921–2012), jurist, professor i processrätt
- Cecilia Elving (född 1979), politiker, liberal
- Ebba Elfving (1921–1999), finländsk redaktör
- Folke Elfving (1903–1995), jurist och ämbetsman
- Fredrik Elfving (1854–1942), finländsk botanist
- Gustav Elfving (1908–1984), finländsk matematiker
- Gösta Elfving (1908–1992), tidningsman, ämbetsman och politiker, socialdemokrat
- Hemming Elfving (1887–1965), finländsk affärsman
- Hilda Elfving (1827–1906), pedagog och skolledare
- Jay Elwing (1903–1970), musiker och orkesterledare
- Johanna Carolina Elfving (1796–1833), konstnär
- Jörgen Elfving (född 1951), militär
- Niclas Elving (född 1986), fotbollsspelare
- Nere Albert Elfving (1832–1891), militär
- Petrus Elfving (1677–1726), läkare, professor i Åbo
- Rolf Elfving (1930–2008), jurist och ämbetsman
- Rudolf Bernhard Elving (1849–1927), finländsk jurist, industriledare och politiker
- Samuel Petri Elfving (1642–1700), präst och riksdagsman
- Ulf Elfving (född 1942), journalist och programledare
- Östen Elfving (1874–1936), finländsk politiker och diplomat, jordbruksminister

## Män med förnamnet (urval)
- Elving Andersson (född 1953), politiker, centerpartist

### Fiktiva gestalter
- Elwing (fiktiv figur), skapad av J.R.R. Tolkien